# 天瀬駅
天瀬駅（あませえき）は岡山県和気郡佐伯町（現・和気町）岩戸に位置していた同和鉱業片上鉄道線の駅（廃駅）である。

## 歴史
- 1924年（大正13年）8月31日：開業。
  - 当時の所在地表示は岡山県和気郡山田村岩戸であった。
- 1955年（昭和30年）3月31日：佐伯町成立に伴い、所在地表示が岡山県和気郡佐伯町岩戸になる。
- 1971年（昭和46年）10月1日：無人駅化。ただし、この後もラッシュ時の対応や交換設備の操作のため、駅員が朝のみ配置されることもあった。
- 1991年（平成3年）7月1日：鉄道路線廃止に伴い廃駅。
- 2003年（平成15年）
  - 10月：廃線跡の岡山県道703号備前柵原自転車道線（通称：片鉄ロマン街道）としての整備に伴い、駅舎が改修される。
  - 11月24日：片鉄ロマン街道が開通。

## 駅構造
木造駅舎を有した地上駅。1面2線の交換可能駅で、朝に客車と気動車の列車交換が行われていた。また、長編成貨物列車の停車に対応するため、線路有効長が長くなっていた。

## 廃止後
片上鉄道線廃止後は岡山県道703号備前柵原自転車道線として整備され、当駅舎は休憩所として保存されている。

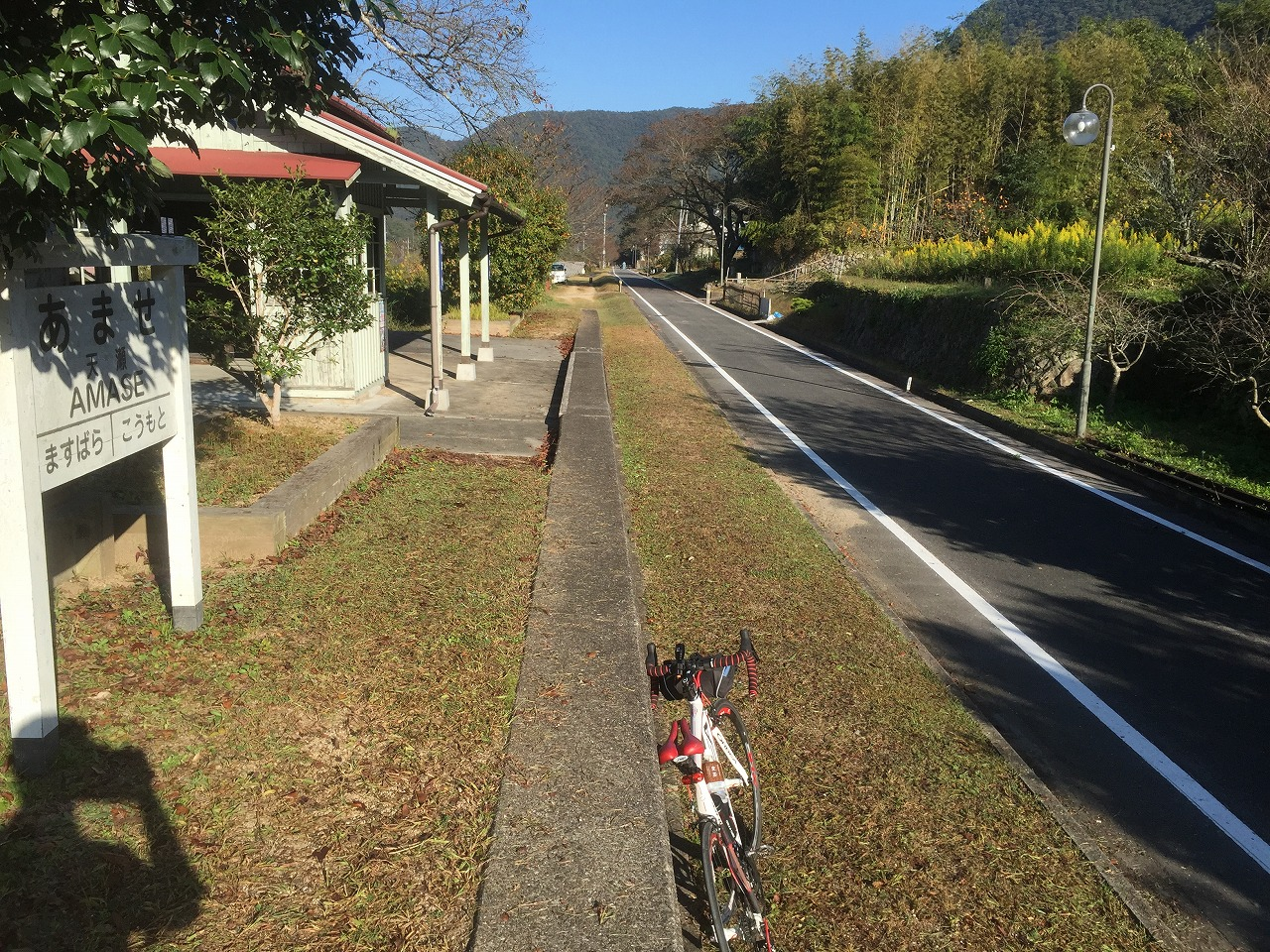
駅ホームと整備された自転車道

## 隣の駅
同和鉱業
片上鉄道線
益原駅 - 天瀬駅 - 河本駅